# Carlos Ariel López Chimino
Carlos Ariel López Chimino (San Juan de la Frontera, 13 de març de 1977) és un jugador d'hoquei sobre patins argentí.
S'inicià en l'hoquei patins a les categories infantils de la Unión Vecinal de Trinidad, equip de la seva ciutat natal. L'any 1997 fitxà pel Hockey Club Liceo de la Corunya. La seva darrera temporada al club gallec (2003/04) registrà unes estadístiques esplèndides, arribant a convertir-se en el màxim golejador de la Lliga amb 30 gols en 33 partits. A la temporada 2004/05 fitxà pel FC Barcelona, sent aquesta l'única incorporació d'aquell any a l'equip.
A nivell individual té un digne palmarès amb premis com l'Olímpia de Plata de 2000, guardó que s'atorga en diverses disciplines a l'esportista més destacat de l'any a l'Argentina.

## Palmarès

### UV Trinidad
- 1 Lliga nacional (1995)
- 1 Campionat Sud-americà (1997)

### HC Liceo
- 1 Copa d'Europa (2002/03)
- 1 Copa Continental (2002/03)
- 1 Copa Intercontinental (2004)
- 1 Copa de la CERS (1998/99)
- 1 Copa del Rei / Copa espanyola (2004)

### FC Barcelona
- 4 Copes d'Europa (2004/05, 2006/07, 2007/08, 2009/10)
- 5 Copes Continentals (2003/04, 2004/05, 2005/06, 2006/07, 2007/08)
- 2 Copes Intercontinentals (2006, 2008)
- 1 Copa de la CERS (2005/06)
- 3 Supercopes espanyoles (2003/04, 2004/05, 2006/07)
- 6 OK Lligues / Lligues espanyoles (2004/05, 2005/06, 2006/07, 2007/08, 2008/09, 2009/10)
- 3 Copes del Rei / Copes espanyoles (2005, 2007, 2011)

### SL Benfica
- 1 Copa Continental (2013/2014)
- 1 Copa d'Europa (2012/13)
- 1 Copa Intercontinental (2013)
- 2 Lligues portugueses (2011/12, 2014/15)
- 2 Copes portugueses (2013/14, 2014/15)

### Selecció argentina
- 1 Campionat del Món "A" (1999)
- 1 Campionat Panamericà (1995)